# شسمو
شسمو (و ينطق شيزمو من البعض)، هو إله مصري قديم يعتبره بعض العلماء من أكثر الآلهة المصرية المتناقضة في الطبيعة، وهو يعبد منذ أوائل عهد الدولة القديمة.

## الوصف
كان تجسيم شسمو في النقوش نادراً جداً، وإذا ما حصل يكون على هيئة رجل برأس أسد ممسكاً في يده بسكين جزار، وفي أوقات أخرى كان يظهر على هيئة أسد كامل.
أما إذا ذكر اسمه فقط في النقوش فكان يظهر مع مخصص على هيئة معصرة الزيت، وأحياناً حتى كان يكتفى بوضع المخصص (المعصرة) وحده دون كتابة الاسم كاملاً.

## العبادة
كان شسمو إلهاً مع شخصية متناقضة بشكل واضح؛ ففي جانب من شخصيته كان رباً للعطور، وصانعاً لكل زيت ثمين، ورباً لمعصرة الزيت، ورباً للمراهم والدهانات ورباً للنبيذ، فكان نوعاً من «آلهة الاحتفالات»، مشابهاً للإلهة ميريت (إلهة الغناء والرقص والاحتفال)، وتذكر نصوص الدولة القديمة عيداً خاصاً يحتفل به على شرف شسمو فتقول: «الشبان ضغطوا العنب بأقدامهم ثم رقصوا وغنوا لشسمو».
و من جانب آخر، ومع كل ما سبق، كان شسمو محباً للانتقام بشدة ومتعطشاً للدماء، فكان في هذه الحالة رباً للدماء، سفاح الآلهة العظيم ومن يقطع أوصال الجثث، وفي نصوص الأهرام من عهد الدولة القديمة عدة صلوات تطلب من شسمو تقطيع أوصال وحتى طهي بعض الآلهة في محاولة لإعطاء الطعام للملك المتوفى. فالملك المتوفى يحتاج القوى الإلهية للبقاء على قيد الحياة في رحلته المحفوفة بالمخاطر إلى النجوم.
و ذكر النص في كتاب واليس بادج، آلهة المصريين، كالتالي:

|  |

|  |

|  |

|  |

|  |

|  |

|  |

|  |

|  |

|  |

|  |

|  |

|  |

|  |

|  |

|  |

|  |

|  |

|  |

|  |

|  |

|  |

|  |

|  |

ما ترجمته:

«أنظر! ، سيشمو قطعهم (الآلهة) من أجل ونيس، هو سلق قطعاً منهم في أوعية اللهب، ونيس هذا أكل كلمات القدرة التي تخصهم.»
ومع ذلك، يجب أن يظل الأمر مفتوحاً لمزيد من البحث، إذا ما كانت كلمة «الدم» أو «التقطيع» و «السلق» يجب أن تؤخذ في النصوص هذه بشكل حرفي، لأن المصريين القدماء كانوا ينظرون للنبيذ الأحمر بشكل رمزي على أنه «دم الإله» بالنسبة لعدة آلهة. وهذا يقودنا لارتباط اللون الأحمر الداكن بالنبيذ، والظروف التي تؤدي إلى علاقة شسمو مع بعض الآلهة الأخرى التي يمكن أن تظهر وفي ملابسها أو جلودها ذاك اللون الأحمر الداكن. ومن أمثلة هذه الآلهة رع وحور وخيرتي، وقد هيأ الطابع العنيف لشسمو له الطريق ليصبح حامياً أو حارساً ضمن ركاب سفينة رع الليلية، فشسمو - حسب نصوص الأهرام - يحمي رع بتهديد الشياطين والكائنات الخرافية والتشاجر معهم.
ويبدو أنه ابتداءاً من عصر الدولة الحديثة، بدأت الصفات السلبية لشسمو تخفت شيئاً فشيئاً وتظهر مكانها الصفات الإيجابية. وإن كان على بردية من الأسرة الحادية و العشرين تظهر عصارة الزيت المراد تشغيلها مملوءة برؤوس بشرية بدلاً من حبوب العنب (التصوير الذي كان شائعا في وقت سابق، على نصوص التوابيت في عصر الدولة الوسطى)، وعلى تابوت من عهد الأسرة السادسة و العشرين للمتعبدة الإلهية عنخ نس نفر إب رع، يظهر شسمو كصانع الزيت الممتاز للإله رع، وفي وقت لاحق، خلال العصر اليوناني الروماني، أصبحت صناعة أجود أنواع الزيوت والعطور وظيفة مبدئية ومفيدة لهذا الإله.

## شسمو كمعبود محلي
يقع مركز العبادة الرئيسي للإله شسمو في الفيوم، وفي وقت لاحق أقيم له أضرحة أخرى في إدفو ودندرة.

## هوامش
1. 1 2 3  Friedrich Graf:  Ägyptische Bildwerke: Band 2: Die ägyptische Jenseitsvorstellung und Götter im alten Ägypten. BoD, Norderstedt 2011, ISBN 3-8423-8081-X, p. 346.
2. 1 2 3 4 5 6  Pat Remler: Egyptian Mythology, A to Z. Chelsea House, New York 2010, ISBN 1-4381-3180-1, p. 177-178.
3. 1 2  Hans Bonnet: Reallexikon der ägyptischen Religionsgeschichte. Walter de Gruyter, Berlin/New York 2000, ISBN 3-11-082790-5, p. 679.
4. 1 2  George Hart: The Routledge Dictionary of Egyptian Gods and Goddesses. Routledge, London/New York 2005, ISBN 0-203-02362-5, pp. 146-147.
5. 1 2 3  آلهة المصريين ، تأليف والس بادج ، ترجمة محمد حسين يونس مكتبة مدبولي - صـ 74